# 寒浞
寒浞（かんさく）は、古代中国の人物。姓は䢵、或いは妘、或いは猗、氏は寒。夏王朝を一時期簒位し、夏王朝の遺臣である伯靡に殺された。現在の山東省濰坊市寒亭区出身。

## 概要
はじめは寒后伯明に仕えていたが、后羿の相に対する反乱と侵略によって夏王朝が衰微した際にその配下となり、重臣として用いられた。のちに相8年に寒浞は后羿を殺害して自らが王として立った。都は后羿時代と同じ窮石（現在の河南省洛陽の南）であった。后羿の妃で美女として知られていた玄妻を奪って后とし、間には澆（奡、ぎょう）と豷（えい）という2人の子供が生まれた。また后羿の子息たちには后羿の遺体を煮たものを食べるように命じ従わぬ者を死罪にしたとされる。
相20年には有戈国（現在の河南省商丘市睢陽区と新鄭市の間）を、相26年には斟灌氏を、相27年には斟鄩氏を、相28年には相王を滅ぼした。
その後、寒浞が簒奪した王位は少康（相の息子にあたり、有仍氏の血を引く）と、伯靡や有鬲氏・有仍氏を筆頭とする夏の遺臣たちによって奪還され、夏王朝が復するに至ったとされる。
山東省には寒浞の墓とされる塚がある。

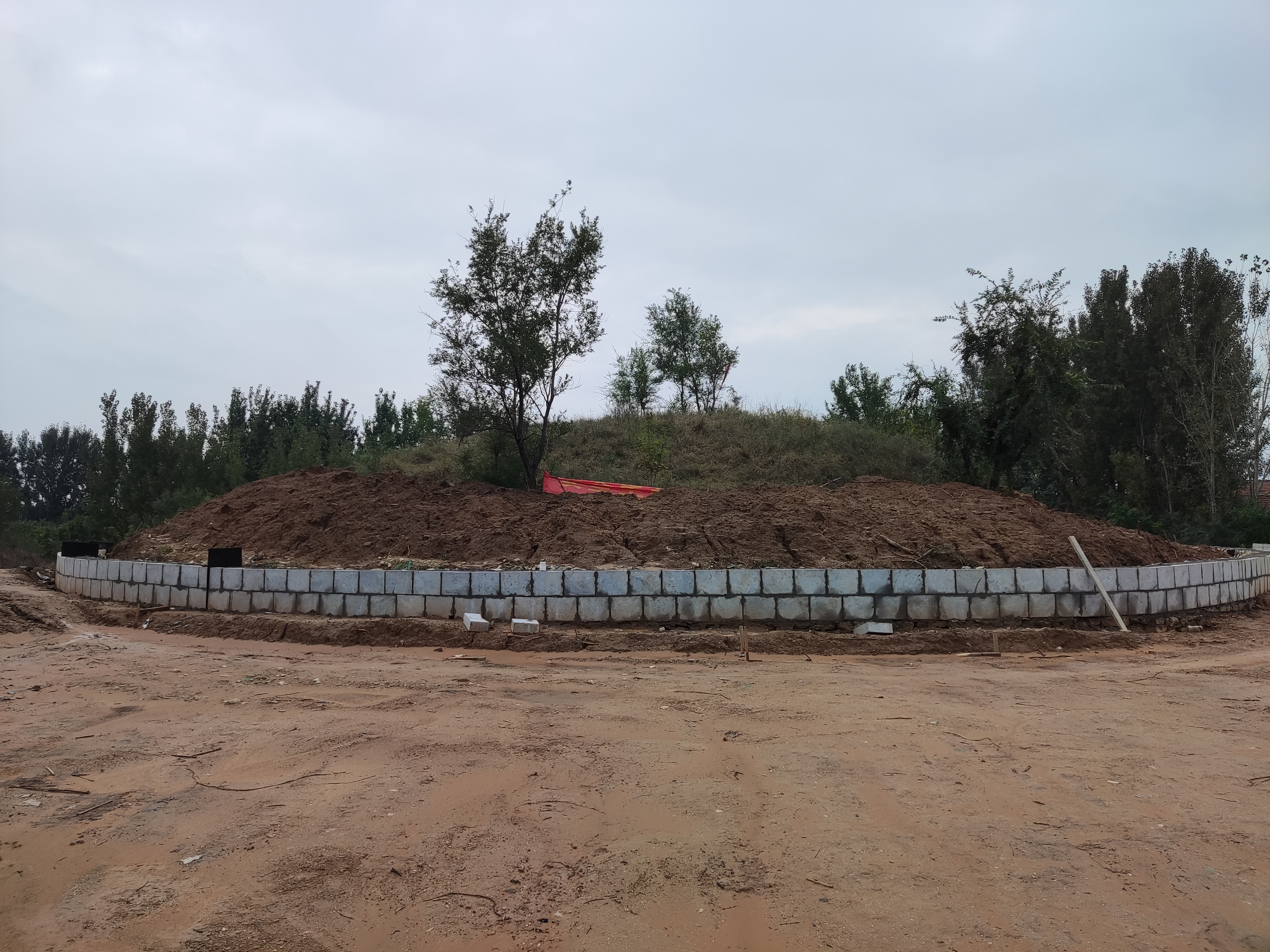
寒浞の墓

なお、『宋書』には、東晋の安帝から禅譲され皇帝となった桓玄を討つ際の檄文に、桓玄と同じように皇帝を蔑ろにした存在として寒浞と豷の名前が見える。また、『晋書』巻九十八列伝第六十八の賛にも「罪浮浞豷」とあり、王敦・桓玄と寒浞・豷が比較されている。

## 寒浞を題材にした小説
- 宮城谷昌光『地中の火』（「沈黙の王」（文藝春秋、1992年）所収）